# Billy Cunningham
William John Cunningham, detto Billy (Brooklyn, 3 giugno 1943), è un ex cestista e allenatore di pallacanestro statunitense, professionista nella NBA e nella ABA.

## Carriera
Cunningham frequenta il college di North Carolina, approdando al basket professionistico nella stagione 1965-66 con la maglia dei Philadelphia 76ers, franchigia con cui trascorrerà la sua intera carriera NBA, terminata alla fine della stagione 1975-76 e con cui vincerà il titolo NBA 1967.
Nel 1966 Cunningham viene inserito nel quintetto delle migliori matricole della NBA giocando principalmente come sesto uomo, dal 1969 al 1971 viene inserito nel primo quintetto NBA, e nel 1972 viene inserito nel secondo quintetto.
Cunningham fece parte dei Philadelphia 76ers, la cui stella era Wilt Chamberlain, che vinse il titolo nel 1967 contro i San Francisco Warriors.
Nel 1972 cambiò lega e si unì all'ABA firmando con i Carolina Cougars allenati da Larry Brown alla sua prima stagione da allenatore, contribuì a portare la squadra al miglior record della lega e fu nominato MVP ABA della regular season ma ai playoff, dopo aver sconfitto i New York Nets, furono sconfitti in 7 gare dai Kentucky Colonels di Artis Gilmore e Dan Issel, cosa che si sarebbe ripetuta anche la stagione successiva contro i Colonels stavolta in 4 gare.
Nel 1974 tornò in NBA ai 76ers dove giocò sino al termine della sua carriera nel 1976.
Realizzò 14 triple doppie fra NBA e ABA, 47° migliore di sempre.
Partecipa a 4 NBA All-Star Game (1969, 1970, 1971, 1972).
La sua maglia numero 32 è stata ritirata dai Philadelphia 76ers, ma concesse a Charles Barkley di indossarla durante la stagione NBA 1991-1992 al posto della sua numero 34 in onore di Magic Johnson che aveva annunciato all'inizio della stagione la sua positività all'HIV.
Terminata la carriera di giocatore, Cunningham intraprese quella di allenatore, vincendo come capo-allenatore dei Philadelphia 76ers il titolo NBA 1982-83.
Nel 1985 viene inserito nella Basketball Hall of Fame.
È stato uno dei presidente dei Miami Heat.

## Statistiche

### NBA-ABA
| † | Denota una stagione in cui ha vinto il titolo NBA |
| * | Primo nella lega                                  |

#### Regular Season
| Anno            | Squadra                  | PG  | PT  | MP   | TC%  | 3P%  | TL%  | RP   | AP  | PRP | SP  | PP   |
| --------------- | ------------------------ | --- | --- | ---- | ---- | ---- | ---- | ---- | --- | --- | --- | ---- |
| 1965-1966       | Philadelphia 76ers       | 80* | -   | 26,7 | 42,6 | -    | 63,4 | 7,5  | 2,6 | -   | -   | 14,3 |
| 1966-1967†      | Philadelphia 76ers       | 81* | -   | 26,8 | 45,9 | -    | 68,6 | 7,3  | 2,5 | -   | -   | 18,5 |
| 1967-1968       | Philadelphia 76ers       | 74  | -   | 28,1 | 43,8 | -    | 72,3 | 7,6  | 2,5 | -   | -   | 18,9 |
| 1968-1969       | Philadelphia 76ers       | 82  | -   | 40,8 | 42,6 | -    | 73,7 | 12,8 | 3,5 | -   | -   | 24,8 |
| 1969-1970       | Philadelphia 76ers       | 81  | -   | 39,4 | 46,9 | -    | 72,9 | 13,6 | 4,3 | -   | -   | 26,1 |
| 1970-1971       | Philadelphia 76ers       | 81  | 80  | 38,1 | 46,2 | -    | 73,4 | 11,7 | 4,9 | -   | -   | 23,0 |
| 1971-1972       | Philadelphia 76ers (NBA) | 75  | 75  | 38,7 | 46,1 | -    | 71,2 | 12,2 | 5,9 | -   | -   | 23,3 |
| 1972-1973       | Carolina Cougars (ABA)   | 84* | -   | 38,7 | 48,7 | 28,6 | 78,9 | 12,0 | 6,3 | 2,6 | -   | 24,1 |
| 1973-1974       | Carolina Cougars (ABA)   | 32  | -   | 37,2 | 47,1 | 12,5 | 79,7 | 10,3 | 4,7 | 1,8 | 0,7 | 20,5 |
| 1974-1975       | Philadelphia 76ers (NBA) | 80  | 73  | 35,7 | 42,8 | -    | 77,7 | 9,1  | 5,5 | 1,1 | 0,4 | 19,5 |
| 1975-1976       | Philadelphia 76ers       | 20  | 20  | 32,0 | 41,0 | -    | 77,3 | 7,4  | 5,4 | 1,2 | 0,5 | 13,7 |
| Carriera NBA    | Carriera NBA             | 654 | 248 | 34,3 | 44,6 |      | 72,0 | 10,1 | 4,0 | 1,2 | 0,5 | 20,8 |
| Carriera ABA    | Carriera ABA             | 116 |     | 38,3 | 48,3 | 26,3 | 79,1 | 11,6 | 5,9 | 2,4 | 0,7 | 23,1 |
| Carriera Totale | Carriera Totale          | 770 | 248 | 34,9 | 45,2 | 26,3 | 73,0 | 10,4 | 4,3 | 1,8 | 0,5 | 21,2 |

#### Massimi in carriera
Regular Season
- Massimo di punti in NBA: 47 vs Portland Trail Blazers (17 dicembre 1971)
- Massimo di punti in ABA: 42 vs Kentucky Colonels (10 novembre 1972)
- Massimo di rimbalzi in NBA: 27 vs Portland Trail Blazers (20 dicembre 1970)
- Massimo di rimbalzi in ABA: 24 vs Kentucky Colonels (30 dicembre 1972)
- Massimo di assist in NBA: 13 (3 volte)
- Massimo di assist in ABA: 17 vs Memphis Tams (18 febbraio 1973)
- Massimo di palle rubate in NBA: 5 vs Boston Celtics (7 febbraio 1975)*
- Massimo di palle rubate in ABA: 8 vs Dallas Chaparrals (4 dicembre 1972)*
- Massimo di stoppate in NBA: 2 vs Chicago Bulls (18 marzo 1975)*
- Massimo di stoppate in ABA: 2 vs Virginia Squires (14 novembre 1972)*

(* tenendo conto dei dati ABA al momento disponibili e che le statistiche di queste categorie vennero registrate sistematicamente solo dalla stagione ABA 1973-1974 e NBA 1973-1974)

#### Playoffs
| Anno            | Squadra                  | PG  | PT | MP   | TC%  | 3P%  | TL%  | RP   | AP  | PRP | SP  | PP   |
| --------------- | ------------------------ | --- | -- | ---- | ---- | ---- | ---- | ---- | --- | --- | --- | ---- |
| 1966            | Philadelphia 76ers       | 4   | -  | 17,3 | 16,1 | -    | 84,6 | 4,5  | 2,5 | -   | -   | 5,3  |
| 1967†           | Philadelphia 76ers       | 15* | -  | 22,6 | 37,6 | -    | 65,6 | 6,2  | 2,2 | -   | -   | 15,0 |
| 1968            | Philadelphia 76ers       | 3   | -  | 28,7 | 55,8 | -    | 82,4 | 7,3  | 3,3 | -   | -   | 20,7 |
| 1969            | Philadelphia 76ers       | 5   | -  | 43,4 | 41,9 | -    | 63,2 | 12,6 | 2,4 | -   | -   | 24,4 |
| 1970            | Philadelphia 76ers       | 5   | -  | 41,0 | 49,6 | -    | 66,7 | 10,4 | 4,0 | -   | -   | 29,2 |
| 1971            | Philadelphia 76ers (NBA) | 7   | -  | 43,0 | 47,2 | -    | 70,1 | 15,4 | 5,7 | -   | -   | 25,9 |
| 1973            | Carolina Cougars (ABA)   | 12  | -  | 39,3 | 50,2 | 25,0 | 68,7 | 11,8 | 5,1 | -   | -   | 23,5 |
| 1974            | Carolina Cougars         | 3   | -  | 20,3 | 29,0 | 0,0  | 80,0 | 5,3  | 2,0 | 1,3 | 0,0 | 7,3  |
| Carriera NBA    | Carriera NBA             | 39  |    | 31,2 | 42,7 |      | 68,6 | 9,1  | 3,2 |     |     | 19,4 |
| Carriera ABA    | Carriera ABA             | 15  |    | 35,5 | 47,6 | 16,7 | 69,3 | 10,5 | 4,5 | 1,3 | 0,0 | 20,3 |
| Carriera Totale | Carriera Totale          | 54  | -  | 32,4 | 44,0 | 16,7 | 68,8 | 9,5  | 3,6 | 1,3 | 0,0 | 19,6 |

#### Massimi in carriera
Playoffs
- Massimo di punti in NBA: 50 vs Milwaukee Bucks (1º aprile 1970)
- Massimo di punti in ABA: 32 vs Kentucky Colonels (18 aprile 1973)
- Massimo di rimbalzi in NBA: 20 vs Baltimore Bullets (1º aprile 1971)
- Massimo di rimbalzi in ABA: 20 vs Kentucky Colonels (21 aprile 1973)
- Massimo di assist in NBA: 10 vs Baltimore Bullets (28 marzo 1971)
- Massimo di assist in ABA: 9 (2 volte)
- Massimo di palle rubate in ABA: 3 vs New York Nets (6 aprile 1973)*
- Massimo di stoppate in ABA: 2 vs New York Nets (30 marzo 1973)*

(* tenendo conto dei dati ABA al momento disponibili e che le statistiche di queste categorie vennero registrate sistematicamente solo dalla stagione ABA 1973-1974 e NBA 1973-1974)

### Allenatore
| Stagione | Squadra            | Regular Season | Regular Season | Regular Season | Regular Season | Regular Season          | Post Season                                               |
| Stagione | Squadra            | V              | P              | % V            | G              | Posizione finale        | Post Season                                               |
| -------- | ------------------ | -------------- | -------------- | -------------- | -------------- | ----------------------- | --------------------------------------------------------- |
| 1977-78  | Philadelphia 76ers | 53             | 23             | 69,7           | 76             | 1º in Atlantic Division | Sconfitto alle Finali di Conference dai Bullets (2-4)     |
| 1978-79  | Philadelphia 76ers | 47             | 35             | 57,3           | 82             | 2º in Atlantic Division | Sconfitto alle Semifinali di Conference dagli Spurs (3-4) |
| 1979-80  | Philadelphia 76ers | 59             | 23             | 72,0           | 82             | 2º in Atlantic Division | Sconfitto alle NBA Finals dai Lakers (2-4)                |
| 1980-81  | Philadelphia 76ers | 62             | 20             | 75,6           | 82             | 2º in Atlantic Division | Sconfitto alle Finali di Conference dai Celtics (3-4)     |
| 1981-82  | Philadelphia 76ers | 58             | 24             | 70,7           | 82             | 2º in Atlantic Division | Sconfitto alle NBA Finals dai Lakers (2-4)                |
| 1982-83  | Philadelphia 76ers | 65             | 17             | 79,3           | 82             | 1º in Atlantic Division | Campione NBA                                              |
| 1983-84  | Philadelphia 76ers | 52             | 30             | 63,4           | 82             | 2º in Atlantic Division | Sconfitto al Primo Round dai Nets (2-3)                   |
| 1984-85  | Philadelphia 76ers | 58             | 24             | 70,7           | 82             | 2º in Atlantic Division | Sconfitto alle Finali di Conference dai Celtics (1-4)     |
|          | Carriera           | 454            | 196            | 69,8           | 650            |                         |                                                           |

## Palmarès

### Giocatore
- Campionato NBA: 1

Philadelphia 76ers: 1967
- NCAA AP All-America Third Team (1965)
- NBA All-Rookie First Team (1966)
- ABA MVP (1973)
- All-NBA Team: 4

First Team: 1969, 1970, 1971
Second Team: 1972
- All-ABA Team: 1

First Team: 1973
- NBA All-Star Game: 4

1969, 1970, 1971, 1972
- ABA All-Star Game: 1

1973
- Maggior numero di palle rubate totali in stagione ABA: (1972-1973)
- Centoquattresimo miglior marcatore di sempre sommando ABA e NBA
- Centosettesimo miglior marcatore di sempre ABA
- Ventiduesimo miglior giocatore per palle rubate di sempre ABA
- Quinto migliore giocatore di sempre per palle rubate a partita ABA in regular season (2,4 palle rubate a partita)
- Inserito tra i 50 migliori giocatori del cinquantenario della NBA
- Inserito nel NBA 75th Anniversary Team
- ABA All-Time Team

### Allenatore
- Campionato NBA: 1

Philadelphia 76ers: 1983
- 4 volte allenatore all'NBA All-Star Game (1978, 1980, 1981, 1983)